# هاي شارتس
مكتبة هاي شارتس (بالإنجليزية Highcharts) هي مكتبة جافا سكربت تُستخدم لرسم وتحليل البيانات، تم إنشائها من قبل شركة هاي سوفت (بالإنجليزية Highsoft) وهي شرطة برمجية مقرها النرويج مقرا لها، صدرت في عام 2009.
تم تطويرها في البداية في مدينة نرويجية صغيرة وهي مدينة فيك في النرويج، لاستخدمتها في وسائل الإعلام النرويجية الوطنية، ثم استُخدمت عالميًا على نطاق واسع فيما بعد.

## خلفية
صانع المكتبة الرئيسي هو تورستين هونسي. بدأ العمل والتفكير في صناعة المكتبة في عام 2006. جيث قال في مقابلة مع صحيفة فينينسافسين عن الحاجة إلى إنشاء مكتبة للرسوم البيانية تسمح للمستخدمين مباشرةً بنشر الرسوم البيانية على الموقع.
في حين أن الشركة مقرها في النرويج  إلا أن المكتبة تم استخدامها عالميًا، وذُكر في مقابلة في عام 2014، أن الغالبية العظمى من مستخدمي المكتبة من خارج النرويج، حتى إن 97% من إيرادات الشركة من عملائها خارج النرويج.

## الترخيص
مكتبة هاي شارتش مكتبة مجانية للاستخدام غير التجاري. ويلزم طلب الترخيص للاستخدام في التطبيقات التجارية. يمكن تحميلها بسهولة والتعديل عليها بموجب الترخيص.